# Toccopola
Toccopola es un pueblo del Condado de Pontotoc, Misisipi, Estados Unidos. Según el censo de 2000 tenía una población de 189 habitantes y una densidad de población de 49.3 hab/km².

## Demografía
Según el censo de 2000, había 189 personas, 71 hogares y 56 familias residiendo en la localidad. La densidad de población era de 49,3 hab./km². Había 84 viviendas con una densidad media de 21,9 viviendas/km². El 98,41% de los habitantes eran blancos, el 0,53% afroamericanos y el 1,06% pertenecía a dos o más razas.
Según el censo, de los 71 hogares en el 35,2% había menores de 18 años, el 53,5% pertenecía a parejas casadas, el 19,7% tenía a una mujer como cabeza de familia y el 21,1% no eran familias. El 19,7% de los hogares estaba compuesto por un único individuo y el 11,3% pertenecía a alguien mayor de 65 años viviendo solo. El tamaño promedio de los hogares era de 2,66 personas y el de las familias de 3,04.
La población estaba distribuida en un 25,4% de habitantes menores de 18 años, un 7,4% entre 18 y 24 años, un 29,1% de 25 a 44, un 23,8% de 45 a 64 y un 14,3% de 65 años o mayores. La media de edad era 38 años. Por cada 100 mujeres había 96,9 hombres. Por cada 100 mujeres de 18 años o más, había 104,3 hombres.
Los ingresos medios por hogar en la localidad eran de 20.625 dólares ($) y los ingresos medios por familia eran 24.375 $. Los hombres tenían unos ingresos medios de 21.667 $ frente a los 24.688 $ para las mujeres. La renta per cápita para la ciudad era de 9.566 $. El 26,0% de la población y el 28,3% de las familias estaban por debajo del umbral de pobreza. El 36,7% de los menores de 18 años y el 28,6% de los habitantes de 65 años o más vivían por debajo del umbral de pobreza.

## Geografía
Según la Oficina del Censo de los Estados Unidos, la localidad tiene un área total de 3,8 km², todos ellos correspondientes a tierra firme.